# Labruguière
Labruguière – miejscowość i gmina we Francji, w regionie Oksytania, w departamencie Tarn. W miejscowości swoje źródło ma rzeka Orbiel. 
Według danych na rok 1990 gminę zamieszkiwało 5486 osób, a gęstość zaludnienia wynosiła 90 osób/km² (wśród 3020 gmin regionu Midi-Pireneje Labruguière plasuje się na 54. miejscu pod względem liczby ludności, natomiast pod względem powierzchni na miejscu 62.).